# Ескобарес (Техас)
Ескобарес (англ. Escobares) — місто (англ. city) в США, в окрузі Старр штату Техас. Населення — 2588 осіб (2020).

## Географія
Ескобарес розташований за координатами 26°24′45″ пн. ш. 98°57′36″ зх. д. / 26.41250° пн. ш. 98.96000° зх. д. (26.412609, -98.960089).  За даними Бюро перепису населення США в 2010 році місто мало площу 5,50 км², з яких 5,42 км² — суходіл та 0,08 км² — водойми. В 2017 році площа становила 6,99 км², з яких 6,86 км² — суходіл та 0,13 км² — водойми.

## Демографія
Згідно з переписом 2010 року, у місті мешкало 1188 осіб у 343 домогосподарствах у складі 289 родин. Густота населення становила 216 осіб/км².  Було 391 помешкання (71/км²).
Расовий склад населення:
| - 98,3 % — білих - 1,6 % — осіб інших рас |

До двох чи більше рас належало 0,1 %. Частка іспаномовних становила 92,8 % від усіх жителів.
За віковим діапазоном населення розподілялося таким чином: 35,5 % — особи молодші 18 років, 53,1 % — особи у віці 18—64 років, 11,4 % — особи у віці 65 років та старші. Медіана віку мешканця становила 26,9 року. На 100 осіб жіночої статі у місті припадало 82,2 чоловіків;  на 100 жінок у віці від 18 років та старших — 82,8 чоловіків також старших 18 років.
Середній дохід на одне домашнє господарство  становив 25 228 доларів США (медіана — 18 636), а середній дохід на одну сім'ю — 28 158 доларів (медіана — 21 012). Медіана доходів становила 21 713 долари для чоловіків та 16 563 долари для жінок. За межею бідності перебувало 55,3 % осіб, у тому числі 68,1 % дітей у віці до 18 років та 38,8 % осіб у віці 65 років та старших.
Цивільне працевлаштоване населення становило 534 особи. Основні галузі зайнятості: освіта, охорона здоров'я та соціальна допомога — 40,1 %, роздрібна торгівля — 10,3 %, науковці, спеціалісти, менеджери — 7,9 %, будівництво — 7,1 %.